# 半村良
半村 良（1933年—2002年），本名清野平太郎，日本小说家。

## 生平
1933年10月27日，半村良於东京都出生，东京都立两国高等学校毕业。1971年，半村良出版《石头的血脉》，开创了日后风行不衰的“传奇SF小说”这一大众文学类别，该小说次年获得星云奖。此后，半村良的创作欲日趋激烈，出版了一大批经典著作如《军靴的响动》、《战国自卫队》等，1973年获得泉镜花文学奖，1975年更以人情小说《异雨》夺得直木奖。直木奖授予SF小说家和SF小说的历史自是而开，可见半村良对SF小说的贡献之大。
2002年3月4日，半村良罹患肺炎身亡，享壽六十八岁。

## 获奖
- 1972年：《石头的血脉》第3回星云奖（日本长篇部门）
- 1973年：《产灵山秘录》第1回泉鏡花文学奖
- 1975年：《异雨》第72回直木奖
- 1988年：《岬一郎的抵抗》第9回日本SF大奖[3]
- 1993年：《かかし長屋》第6回柴田炼三郎奖

## 重要著作
- 石头的血脉（1971）
- 军靴的响动（1972）
- 产灵山秘录（1973）
- 黄金传说（1973）
- 英雄传说（1973）
- 妖星传（1975—1980）
- 邪神世界（1977）
- 庆长太平记（1978）
- 岬一郎的抵抗（1988）
- 黄金奉行（1991）
- 虚空王的密室（1994）
- 人间狩猎（1995）

## 関連書籍
- 『半村良: SF伝奇ロマンそして… 没後5年総特集』（河出書房新社KAWADE夢ムック、2007年） ISBN 978-4-309-97708-9